# The Gentlemen (sèrie de televisió)
The Gentlemen és una sèrie de televisió de comèdia d'acció creada per Guy Ritchie per a Netflix. És un sèrie derivada de la pel·lícula homònima del mateix Ritchie del 2019. La sèrie és protagonitzada per Theo James en el paper principal i es va estrenar el 7 de març de 2024. S'ha subtitulat al català.

## Premissa

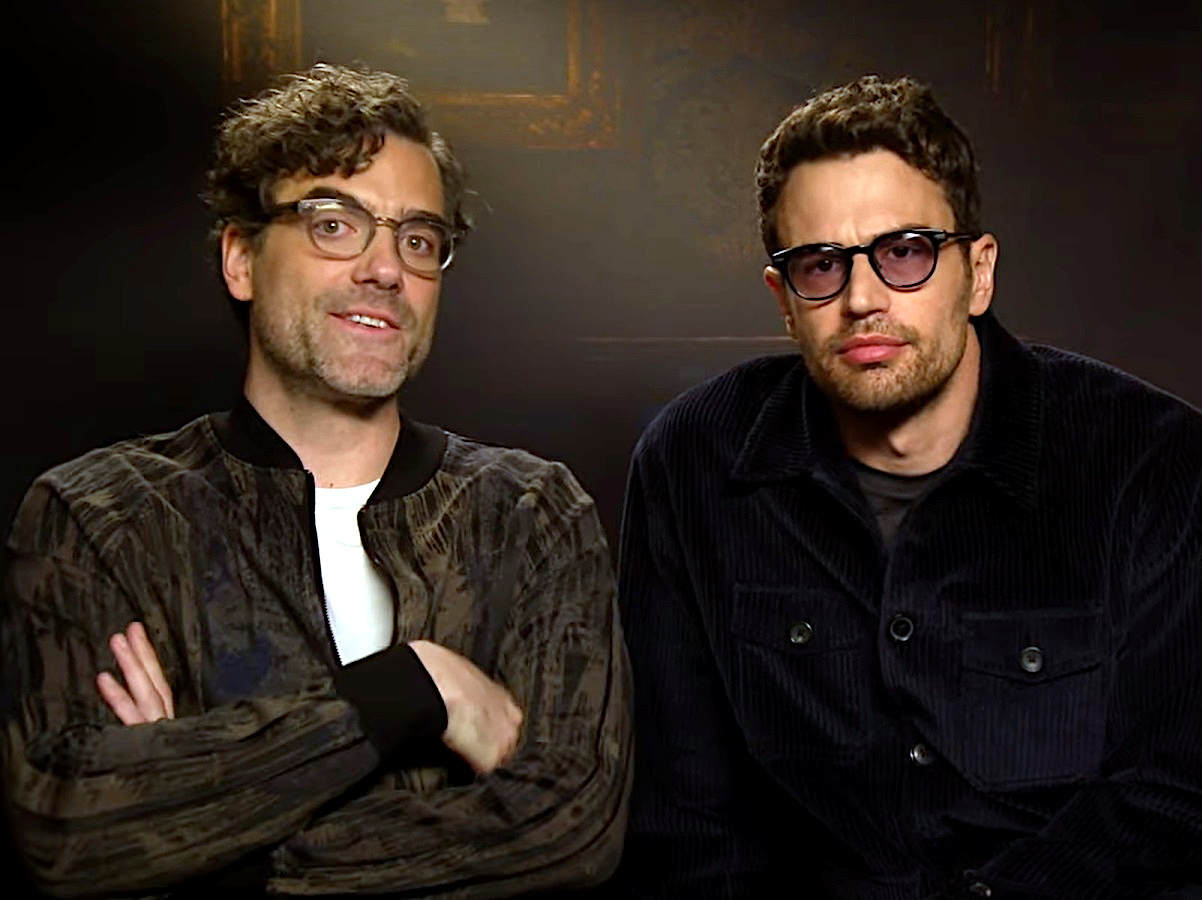
Daniel Ings i Theo James, que interpreten els germans Horniman, en una entrevista el 2024.

Edward Horniman ha heretat inesperadament una finca d'unes 6.000 hectàrees i el títol de duc de Halstead en la lectura de l'últim testament del seu pare difunt. S'assabenta que la terra s'ha convertit en part d'un imperi de cànnabis dirigit per Susie Glass. Ha de navegar per un món de personatges eclèctics i perillosos amb contactes nefastos, alhora que intenta protegir la seva llar i mantenir-se amb vida.

## Producció
Guy Ritchie va iniciar el desenvolupament d'una sèrie de televisió per escriure i dirigir inspirada en la seva pel·lícula The Gentlemen amb Moonage Pictures i Miramax Television l'octubre de 2020. Ritchie també va ser productor executiu juntament amb els productors de la pel·lícula original. Matthew Read va ajudar a Richie a escriure el guió pilot, també va participar com a productor executiu de Moonage amb Will Gould, i Netflix va encarregar la sèrie. El repartiment, que inclou Theo James, Kaya Scodelario, Daniel Ings, Joely Richardson, Giancarlo Esposito, Peter Serafinowicz i Vinnie Jones, es va anunciar la setmana abans de començar el rodatge, i Alexis Rodney es va afegir a la primera setmana de rodatge. El juny de 2023, Max Beesley es va afegir al repartiment i Hugh Warren es va revelar com a productor de la sèrie. Chanel Cresswell es va unir al repartiment en un paper recurrent durant la producció al desembre. També es va revelar que Ray Winstone, Jasmine Blackborow i Michael formaven part del repartiment a través d'un tràiler de tast el gener de 2024.
La producció va tenir lloc a Londres i a Badminton House des del novembre del 2022 fins al juny del 2023. El rodatge es va dur a terme als Longcross Studios i als West London Film Studios amb un rodatge addicional a tota la ciutat, incloent-hi el pub Princess Victoria i la Tate Modern, així com a zones de Hackney i Islington. Stoke Poges a Buckinghamshire s'utilitza per a dues ubicacions: a Stoke Court s'ubica la presó on Bobby Glass es veu al terrat amb els seus coloms, i la mansió de Chucky és una propietat a West End Lane. El teló de fons de Printworks London també va ser present durant el primer episodi.

## Estrena
The Gentlemen es va estrenar a Netflix el 7 de març de 2024 amb subtítols en català.